# 毛民國

圖出自《古今圖書集成·方輿彙編·邊裔典·第一百三十九卷》

毛民國是《淮南子》所記海外三十六國之一，其民稱作毛民，位於玄股國北方、勞民國南方的大海洲島上，離臨海郡東南兩千里，其人身材矮小，不穿衣服，全身長滿像箭鏃般的硬毛，住在山洞裡，依姓，大禹的後裔。在《太平御覽》引《臨海異物志》中及引《土物志》中亦有記載有毛人洲。

## 記載
傳說在西晉永嘉四年時，吳郡司鹽都尉戴逢在海邊發現一艘船，上有男女四人，模樣皆為全身長毛髮，言語不通，送至丞相府，在路途中死亡，僅剩一人活著。生下一子，逐漸通曉人語，並自稱為毛民。
在《山海經·海外東經》、《大荒東經》、《大荒北經》中有所記載。在《鏡花緣》裡曾出現過。

## 畫作

圖出自《古今圖書集成·方輿彙編·邊裔典·第四十二卷》
明朝，胡文煥《山海經圖》